# Miniopterus griveaudi
Miniopterus griveaudi é uma espécie de morcego da família Miniopteridae. Pode ser encontrada em Madagascar e nas ilhas de Grande Comoro e Anjouan, nas ilhas Comoros.
Era considerada uma subespécie de Miniopterus manavi, mas foi elevada a espécie distinta.